# Paulipalpus flavipes
Paulipalpus flavipes är en tvåvingeart som beskrevs av Barraclough 1992. Paulipalpus flavipes ingår i släktet Paulipalpus och familjen parasitflugor. Inga underarter finns listade i Catalogue of Life.